# Moskee van Mohammed Ali
De Mohammed Ali Moskee, ook wel de Alabaster Moskee genoemd (Arabisch: مسجد محمد علي, Turks: Mehmet Ali Paşa Camii), is de bekendste moskee van de Egyptische hoofdstad Caïro. De moskee is gebouwd in opdracht van Mohammed Ali Pasha tussen 1830 en 1848.
De moskee is in stijl van de Ottomaanse architectuur gebouwd op de top van de Citadel in het oostelijke en islamitische gedeelte van Caïro. Het is de grootste moskee gebouwd in de eerste helft van de 19e eeuw en zijn silhouet en twee minaretten maken het de best zichtbare moskee in Caïro. De moskee was gebouwd ter herinnering van Tusun Pasha, de oudste zoon van Mohammed Ali die in 1816 was overleden.

## Geschiedenis
De moskee is gebouwd op oude mammelukse gebouwen tussen 1820 en 1848. Het werd echter pas afgemaakt tijdens het bewind van Said Pasha in 1857. De architect was Yusuf Bushnak uit Istanboel en is gemodelleerd naar de Yeni Cammi Moskee uit deze stad.
Voordat de moskee af was, werden de Alabaster panelen van de bovenste muren weggehaald en gebruikt voor de paleizen van Abbas I. Deze panelen werden vervangen door hout dat zo werd geschilderd dat het leek op marmer. In 1899 ontstonden er scheuren in de moskee en er werden een aantal oppervlakkige reparaties uitgevoerd. Later werd het echter zo gevaarlijk dat Koning Foead I in 1931 de moskee een volledige renovatie gaf die werd afgerond door koning Faroek in 1939.
Mohammed Ali Pasha was begraven in een tombe gemaakt van marmer uit Carrara gelegen op de binnenplaats van de moskee. Zijn lichaam werd van hier verplaatst naar Hawsh al-Basha in 1857.

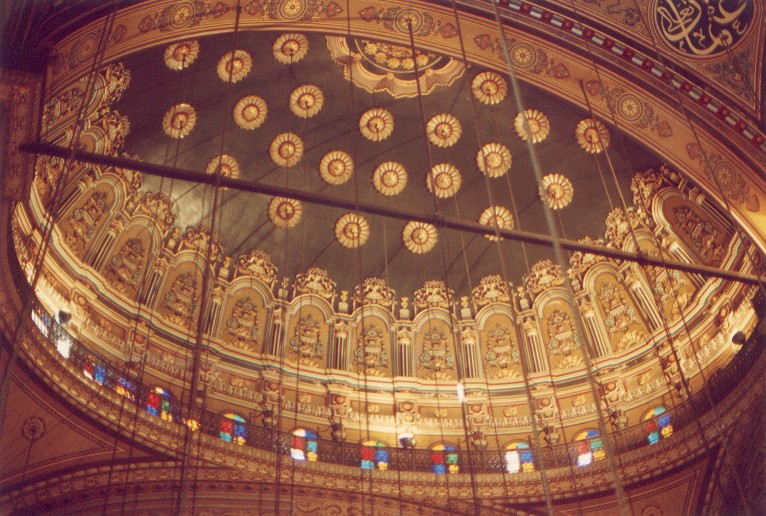
De koepel van de moskee gezien vanaf de binnenkant.

## Architectuur
Mohammed Ali had besloten om de moskee volledig in de stijl te maken van zijn vorige leiders de Ottomanen.
De moskee is gebouwd met een centrale koepel omringd door vier halfronde koepels. Het totale oppervlak van de moskee is 41x41 meter, de diameter van de centrale koepel is 21 meter en is 52 meter hoog. De twee minaretten zijn in Turkse stijl gebouwd met twee balkonnen de daken op de kegels. Deze minaretten bevinden zich aan de westelijke zijde van moskee en zijn 82 meter hoog. Het gebruik van deze stijl, die voorbehouden was aan Ottomaanse Sultans was om een onafhankelijk Egypte te promoten.
Het belangrijkste materiaal is kalksteen, maar de onderste verdieping en het voorhof waren tot 11,3 meter hoog gemaakt van alabaster. De buitenkant is erg grof en hoekig bewerkt en is ongeveer vier verdiepingen hoog tot de met lood bedekte koepels. De Mihrab op de zuidoostelijke muur is drie verdiepingen hoog en bedekt met een halfronde koepel. Er zijn op de tweede verdieping twee arcades met koepels erop op kolommen gebouwd. Hoewel er drie ingangen zijn, is de gewoonlijke ingang door de noordoostelijke poort. Het voorhof is omsloten de gebogen riwaks gebouwd op pilaren en bedekt met koepels.
Er is een koperen klok op de noordwestelijke riwak. Dit was een cadeau van Koning Louis Philippe van Frankrijk in 1845. De klok werd geruild met de obelisk die stond bij Luxortempel die nu staat op Place de la Concorde in Parijs.
Het interieur heeft een oppervlakte van 41x41 meter en het geheel geeft een groots gevoel van ruimte. Dit wordt mede veroorzaakt door het gebruik van koepels op twee verschillende niveaus. De centrale koepel bestaat uit vier krommingen die allen rusten op enorme pijlers. De koepels zijn geschilderd en opgesmukt met motieven en reliëfs. De muren en pilaren zijn bedekt met alabaster tot een hoogte van 11 meter.
De moskee heeft twee minbars. De originele minbar is de grootste van de twee en is gemaakt van verguld hout. De kleinere minbar is gemaakt van marmer. Dit was een geschenk van koning Faroek van Egypte in 1939.

## Galerij

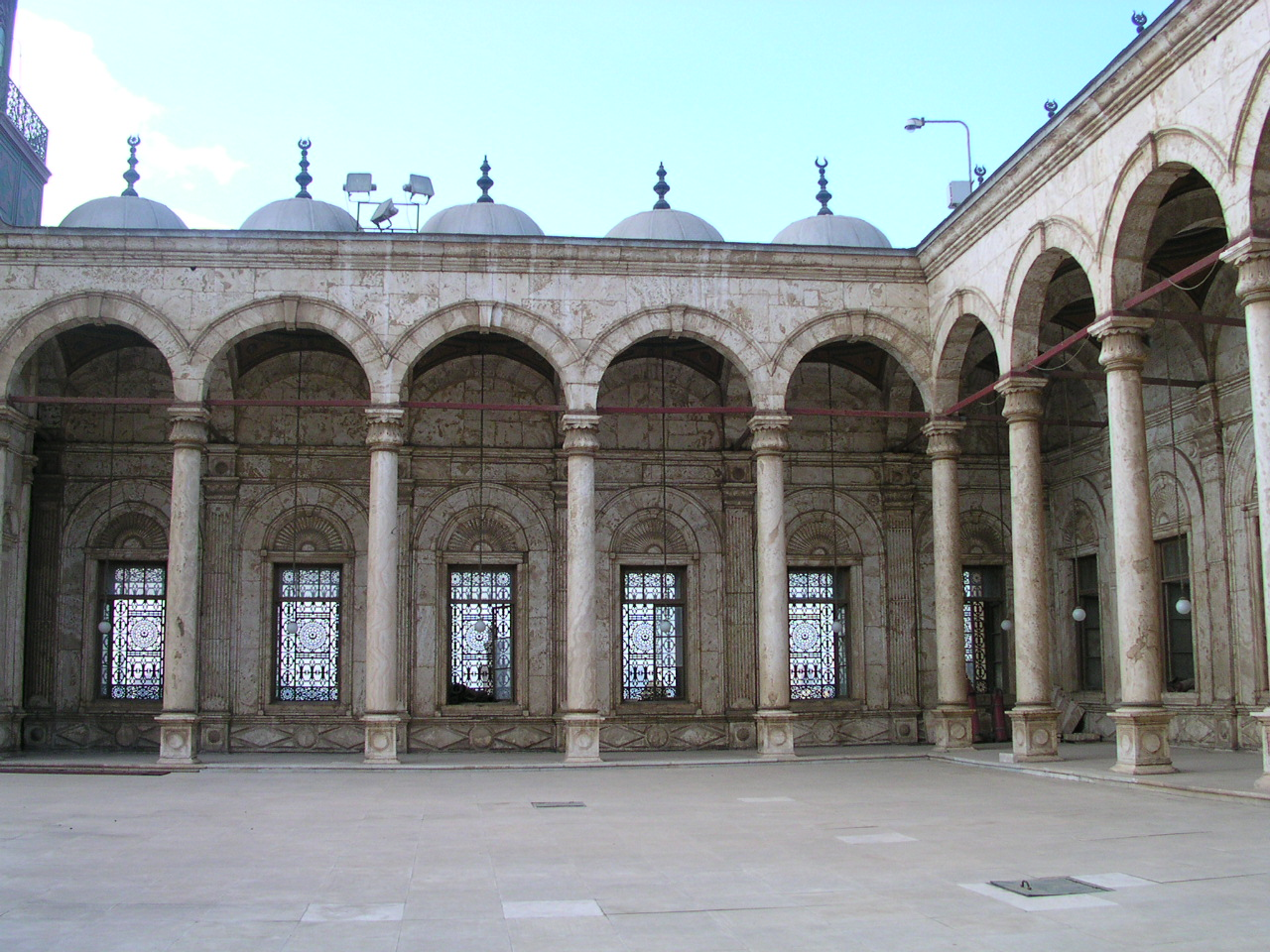
De met alabaster bedekte binnenkant.
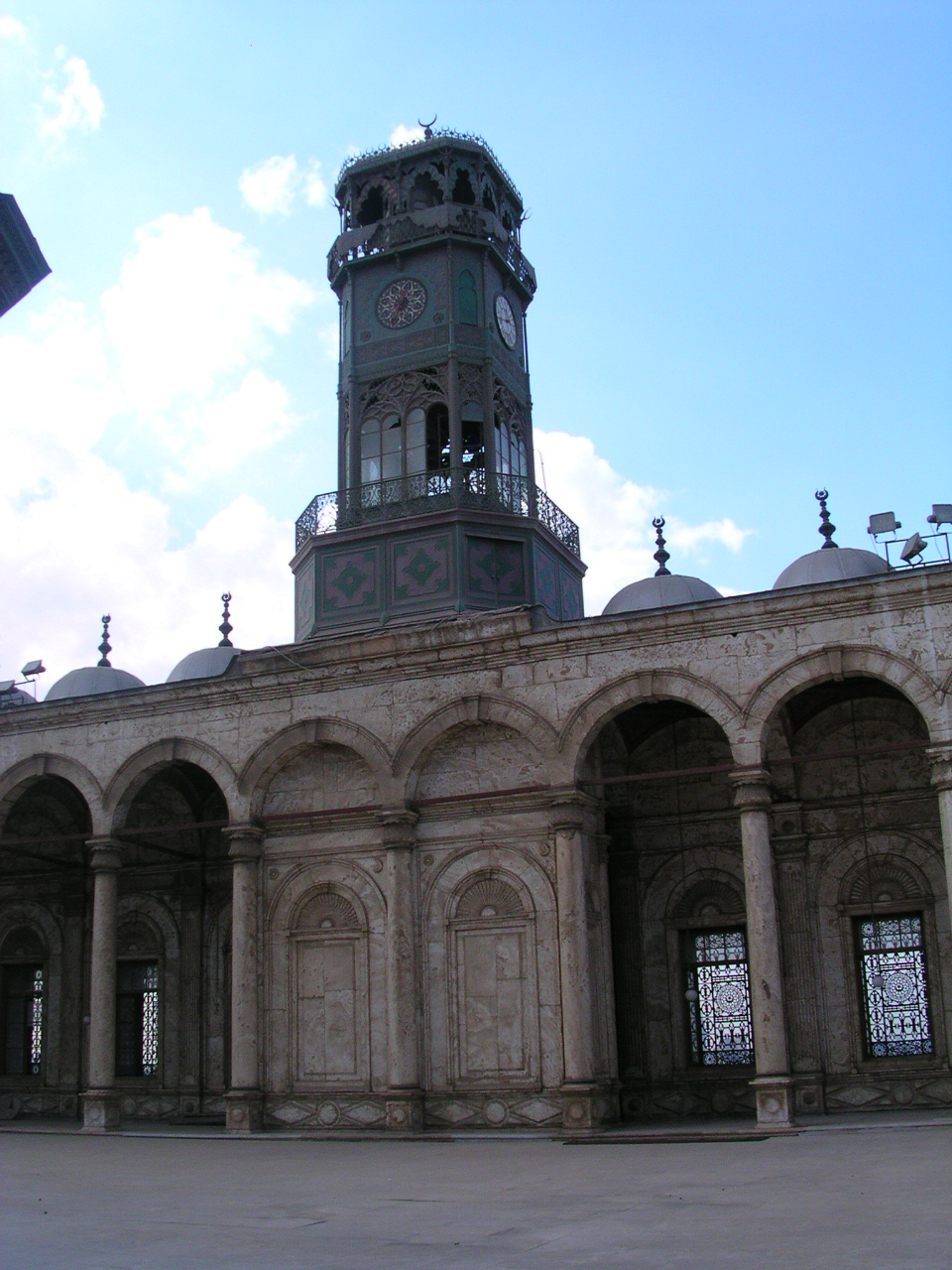
De klokkentoren.
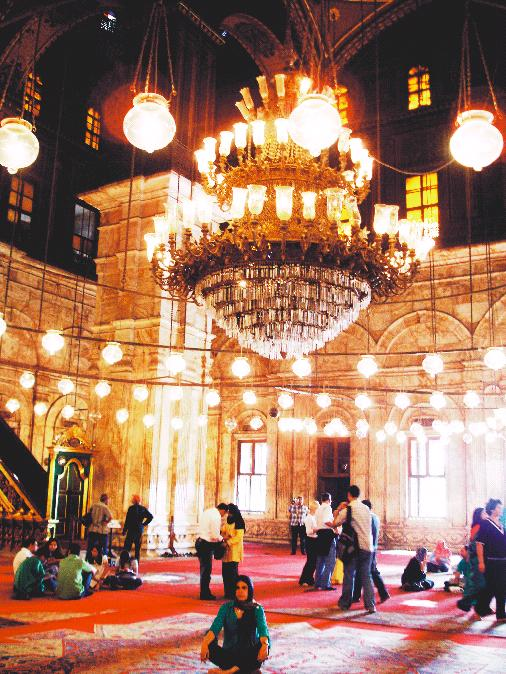
Interieur van de moskee.
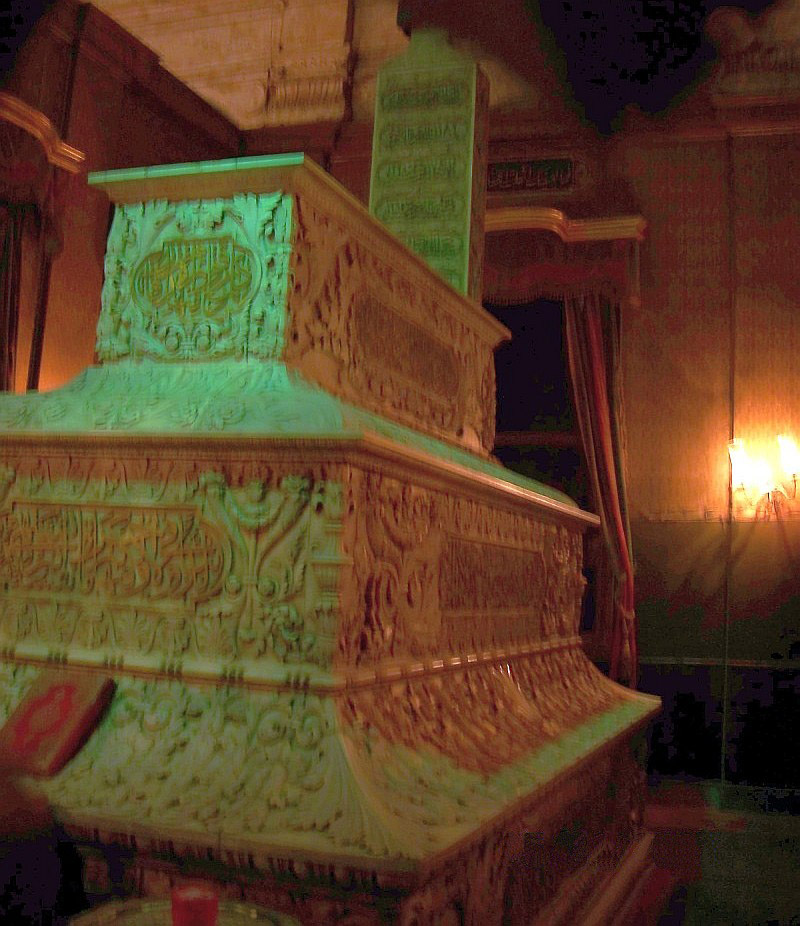
De tombe van Muhammad Ali Pasha binnen de moskee.
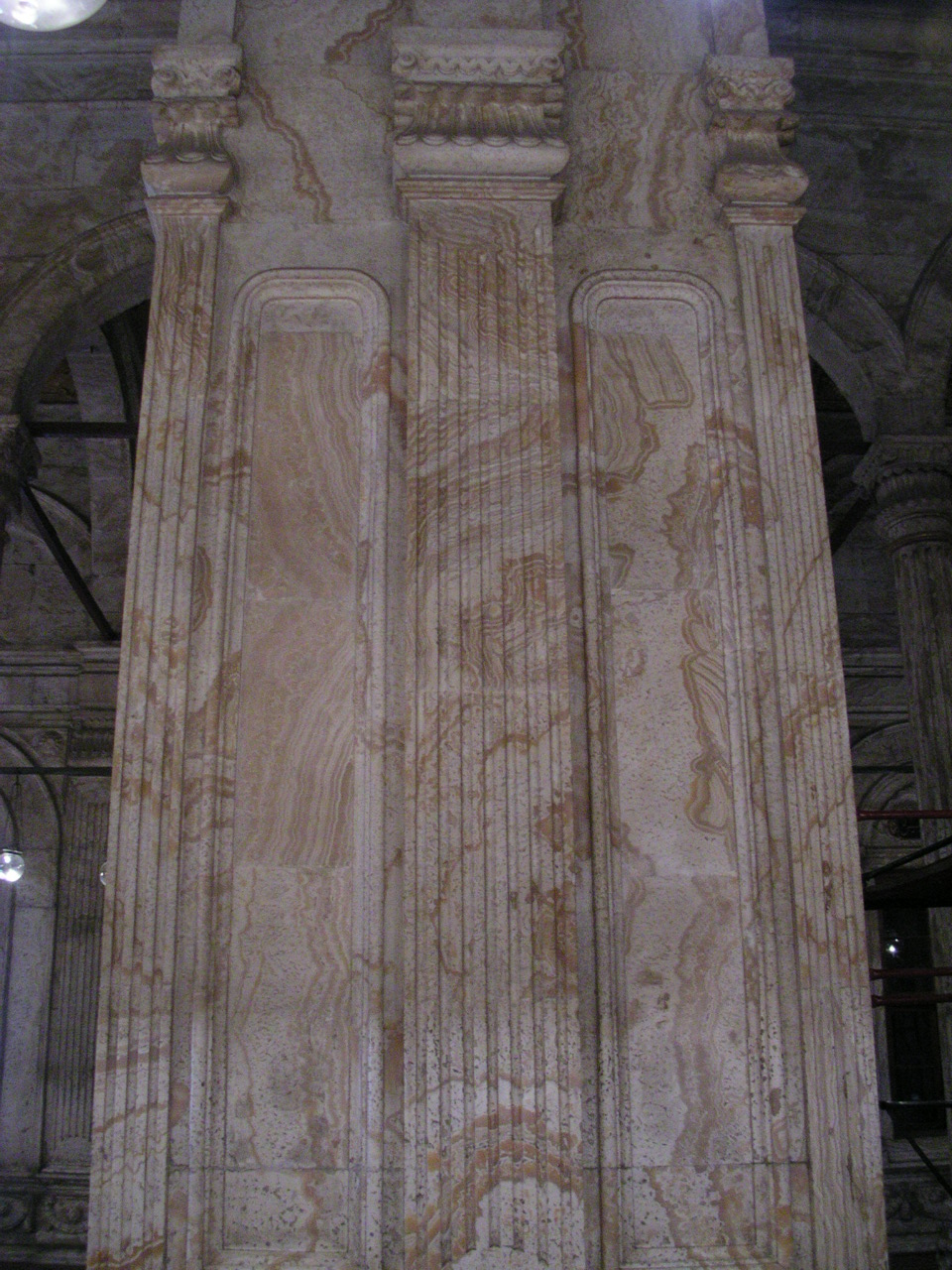
Een met alabaster bedekte pilaar.
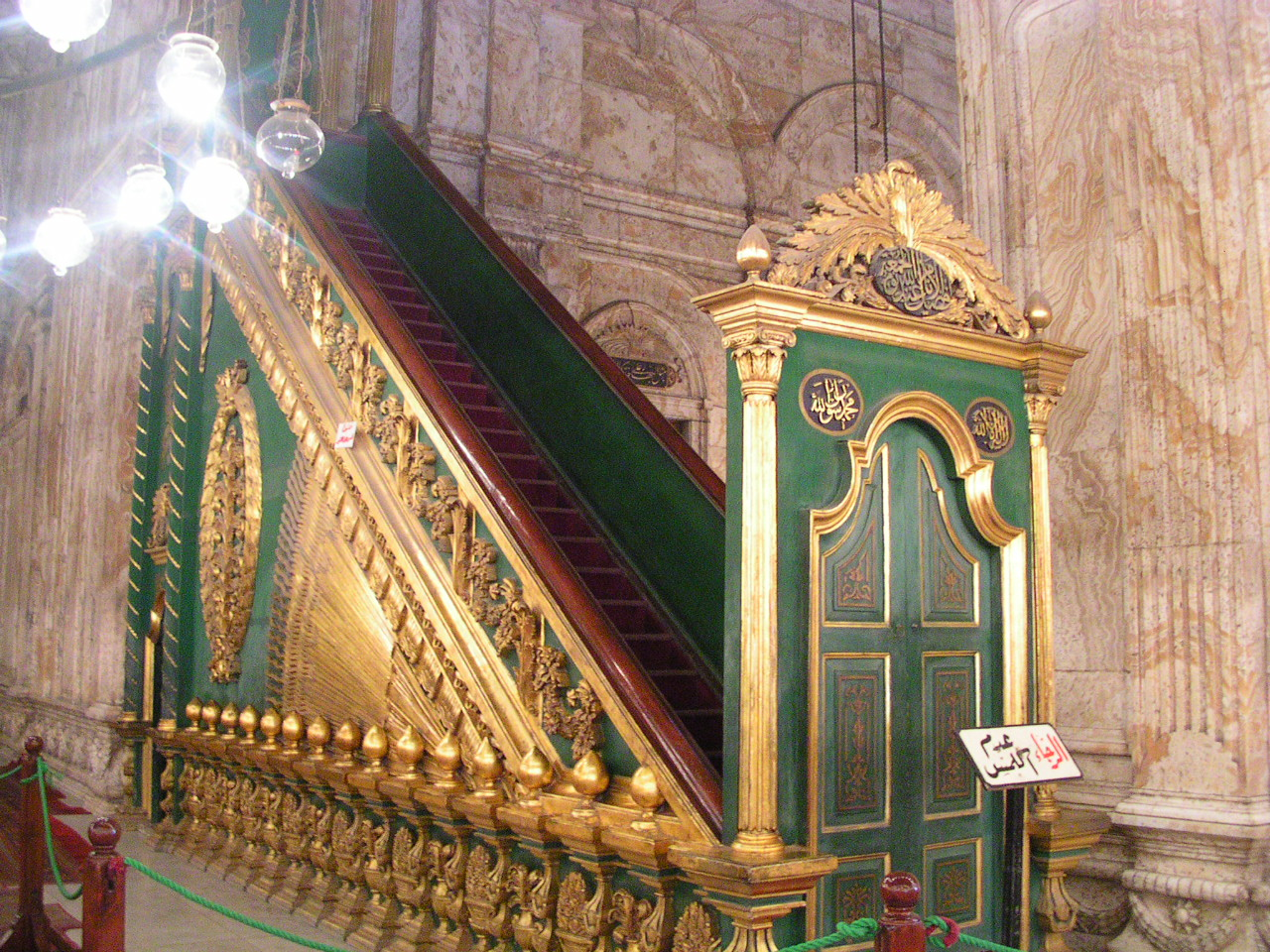
Minbar van de moskee.
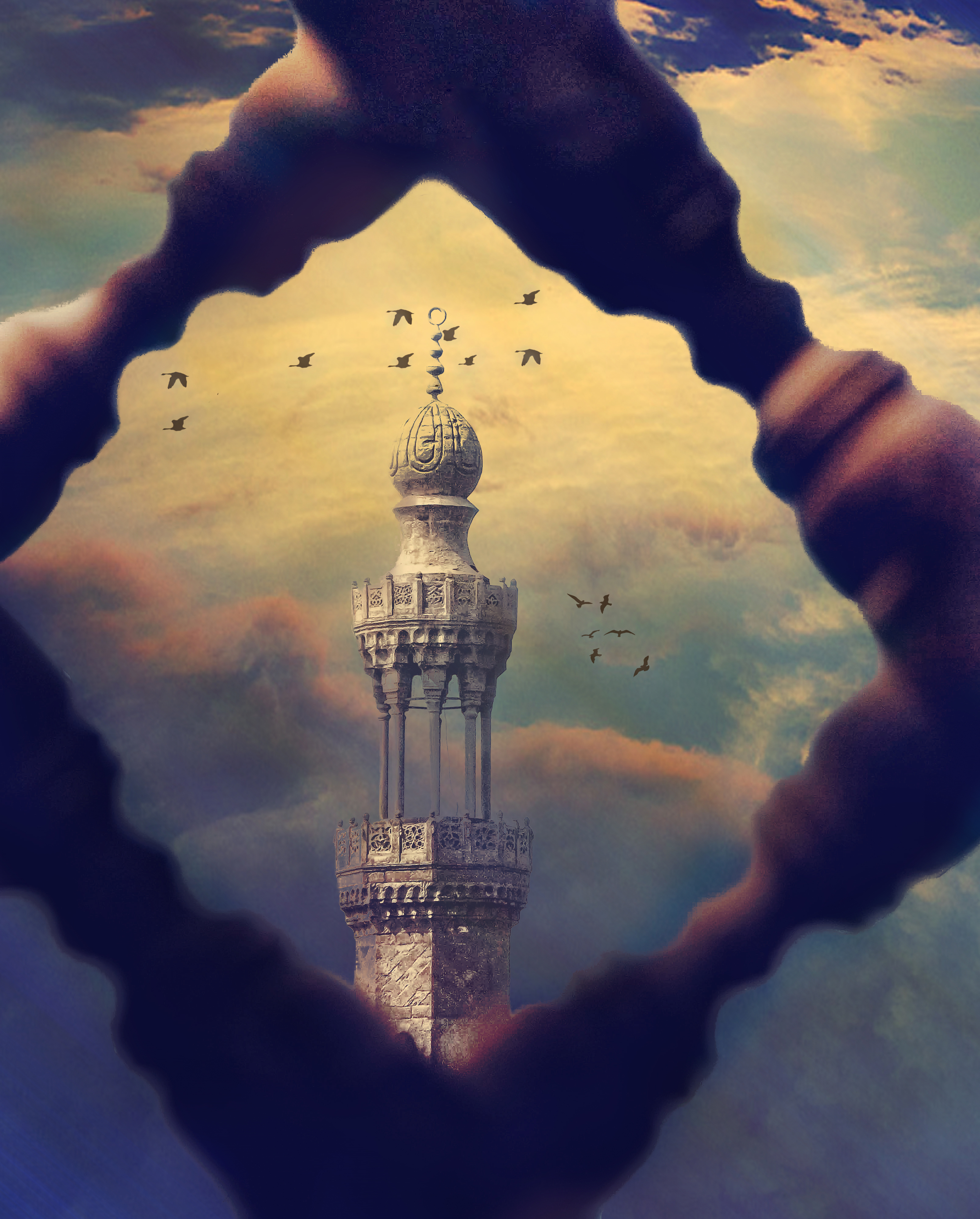
Wiki Loves Monuments 2014 in Egypte

## Voetnoten
1. ↑  Blue Guide Egypt - Second Edition, 1988
2. ↑  Mosque of Muhammad Ali Pasha : , Cairo :: Glass Steel and Stone. glasssteelandstone.com. Gearchiveerd op 16 oktober 2006. Geraadpleegd op 1 maart 2008.
3. ↑  Mosque of Mohamed Ali. ask-aladdin.com.